# Trappola per un lupo
Trappola per un lupo (Docteur Popaul) è un film del 1972 diretto da Claude Chabrol.

## Trama
(Paul)
Medico di provincia spregiudicato seduttore di donne brutte, tradisce la moglie bruttina, sposata solo per far carriera, con la bella cognata. Finito con le gambe rotte all'ospedale per un incidente d'auto, quando un medico amico gli comunica che ha perduto la virilità, tenta il suicidio. L'aiuta la moglie che gli confessa di essere l'amante dell'amico.

## Produzione
Il film fu il primo ad essere prodotto dalla casa di produzione di proprietà di Belmondo, la Cerito Films.

## Distribuzione ed accoglienza
All'epoca della sua uscita nelle sale, il film si rivelò essere il maggiore successo commerciale della carriera di Chabrol fino a quel momento. Tuttavia, non venne distribuito nel Regno Unito fino al 1976. Negli Stati Uniti uscì nel 1981.
Le recensioni furono miste. The New York Times scrisse "le performance sono uniformemente buone" ma "più interessante del film stesso è il modo in cui le sue preoccupazioni riguardo al senso di colpa e allo scambio di ruoli si collegano ad altri film di Chabrol, di gran lunga migliori." La rivista Time Out definì la pellicola una "farsa grossolana" che "sembrava più una vendetta del regista nei confronti del pubblico di massa francese, che aveva costantemente ignorato i suoi buoni film, ma che con Belmondo avrebbe accettato qualsiasi cosa." "Robaccia", scrisse il Los Angeles Times a proposito della pellicola.

## Curiosità
- Una locandina del film appare in Munich di Steven Spielberg.